# Balkan Cup 1948
De Balkan Cup 1948 (ook Balkan en Centraal Europees Kampioenschap 1948 genoemd) was de 10e editie van dit voetbaltoernooi. Het toernooi startte op 4 april en werd niet afgemaakt. De laatste wedstrijd werd gespeeld op 7 november 1948. Er waren zeven deelnemers.

## Stand
| Team              | Gsp | W | G | V | DV | DT | DS  | Ptn |
| ----------------- | --- | - | - | - | -- | -- | --- | --- |
| Hongarije         | 6   | 4 | 1 | 1 | 22 | 5  | +17 | 9   |
| Joegoslavië       | 3   | 2 | 1 | 0 | 4  | 1  | +3  | 5   |
| Bulgarije         | 5   | 2 | 1 | 2 | 6  | 7  | –1  | 5   |
| Roemenië          | 6   | 2 | 1 | 3 | 6  | 18 | –12 | 5   |
| Albanië           | 3   | 1 | 2 | 0 | 1  | 0  | +1  | 4   |
| Polen             | 5   | 1 | 2 | 2 | 6  | 9  | –3  | 4   |
| Tsjecho-Slowakije | 4   | 0 | 0 | 4 | 3  | 8  | –5  | 0   |

## Wedstrijden
|                                                   |                       |       |                    |                                                                                   |
| 4 april 1948 «onderlinge duels» 17:45 uur (UTC+2) | Bulgarije             | 1 – 1 | Polen              | Joenakstadion, Sofia Toeschouwers: 30.000 Scheidsrechter: Miljenko Podubsky (YUG) |
| 4 april 1948 «onderlinge duels» 17:45 uur (UTC+2) | Trendafil Stankov 18' |       | 23' Tadeusz Parpan | Joenakstadion, Sofia Toeschouwers: 30.000 Scheidsrechter: Miljenko Podubsky (YUG) |

|                                                    |                                                             |       |                     |                                                                                               |
| 18 april 1948 «onderlinge duels» 16:00 uur (UTC+2) | Polen                                                       | 3 – 1 | Tsjecho-Slowakije   | Wojska Polskiegostadion, Warschau Toeschouwers: 41.000 Scheidsrechter: Nikolay Latyshev (URS) |
| 18 april 1948 «onderlinge duels» 16:00 uur (UTC+2) | Gerard Cieślik 7' Mieczysław Gracz 15' Henryk Spodzieja 83' |       | 58' Václav Kokštejn | Wojska Polskiegostadion, Warschau Toeschouwers: 41.000 Scheidsrechter: Nikolay Latyshev (URS) |

|                                                 |          |                |         |                                                                                      |
| 2 mei 1948 «onderlinge duels» 17:00 uur (UTC+2) | Roemenië | 0 – 1          | Albanië | Giuleștistadion, Boekarest Toeschouwers: 20.000 Scheidsrechter: Todor Stoyanov (BUL) |
| 2 mei 1948 «onderlinge duels» 17:00 uur (UTC+2) |          | 63' Pal Mirash |         | Giuleștistadion, Boekarest Toeschouwers: 20.000 Scheidsrechter: Todor Stoyanov (BUL) |

|                                                  |                                 |       |                     |                                                                                          |
| 23 mei 1948 «onderlinge duels» 18:00 uur (UTC+2) | Hongarije                       | 2 – 1 | Tsjecho-Slowakije   | Üllői úti stadion, Boedapest Toeschouwers: 32.000 Scheidsrechter: Marijan Matančić (YUG) |
| 23 mei 1948 «onderlinge duels» 18:00 uur (UTC+2) | Béla Egresi 16' Ferenc Deák 73' |       | 81' Julius Schubert | Üllői úti stadion, Boedapest Toeschouwers: 32.000 Scheidsrechter: Marijan Matančić (YUG) |

|                                                  |         |       |           |                                                                                   |
| 23 mei 1948 «onderlinge duels» 17:00 uur (UTC+1) | Albanië | 0 – 0 | Hongarije | Qemal Stafastadion, Tirana Toeschouwers: 20.000 Scheidsrechter: Leo Lemešić (YUG) |
| 23 mei 1948 «onderlinge duels» 17:00 uur (UTC+1) |         |       |           | Qemal Stafastadion, Tirana Toeschouwers: 20.000 Scheidsrechter: Leo Lemešić (YUG) |

|                                                  |                                                                                                  |       |          |                                                                                       |
| 6 juni 1948 «onderlinge duels» 18:00 uur (UTC+2) | Hongarije                                                                                        | 9 – 0 | Roemenië | Megyeri úti stadion, Újpest Toeschouwers: 45.000 Scheidsrechter: Antun Mlinarić (YUG) |
| 6 juni 1948 «onderlinge duels» 18:00 uur (UTC+2) | József Mészáros 30', 46' Béla Egresi 43', 61', 72' Ferenc Puskás 58', 82' Sándor Kocsis 67', 85' |       |          | Megyeri úti stadion, Újpest Toeschouwers: 45.000 Scheidsrechter: Antun Mlinarić (YUG) |

|                                                   |                                                     |       |                                         |                                                                                      |
| 20 juni 1948 «onderlinge duels» 18:00 uur (UTC+2) | Roemenië                                            | 3 – 2 | Bulgarije                               | Giuleștistadion, Boekarest Toeschouwers: 15.000 Scheidsrechter: György Szigeti (HUN) |
| 20 juni 1948 «onderlinge duels» 18:00 uur (UTC+2) | Iuliu Farkas 22', 71' (pen.) Nicolae Dumitrescu 78' |       | 14' Petar Argirov 21' Borislav Tsvetkov | Giuleștistadion, Boekarest Toeschouwers: 15.000 Scheidsrechter: György Szigeti (HUN) |

|                                                   |             |       |         |                                                                         |
| 27 juni 1948 «onderlinge duels» 17:00 uur (UTC+1) | Joegoslavië | 0 – 0 | Albanië | Avala, Belgrado Toeschouwers: 25.000 Scheidsrechter: Nikola Gelev (BUL) |
| 27 juni 1948 «onderlinge duels» 17:00 uur (UTC+1) |             |       |         | Avala, Belgrado Toeschouwers: 25.000 Scheidsrechter: Nikola Gelev (BUL) |

|                                                  |                                            |       |                     |                                                                                             |
| 4 juli 1948 «onderlinge duels» 17:45 uur (UTC+2) | Roemenië                                   | 2 – 1 | Tsjecho-Slowakije   | Giuleștistadion, Boekarest Toeschouwers: 20.000 Scheidsrechter: Maksymilian Schneider (POL) |
| 4 juli 1948 «onderlinge duels» 17:45 uur (UTC+2) | Eugen Iordache 22' Carol Bartha 90' (pen.) |       | 77' Oldřich Menclík | Giuleștistadion, Boekarest Toeschouwers: 20.000 Scheidsrechter: Maksymilian Schneider (POL) |

|                                |                   |       |                                                       |                                                                                    |
| 4 juli 1948 «onderlinge duels» | Bulgarije         | 1 – 3 | Joegoslavië                                           | Joenakstadion, Sofia Toeschouwers: 30.000 Scheidsrechter: Constantin Iliescu (ROU) |
| 4 juli 1948 «onderlinge duels» | Petar Argirov 32' |       | 41' Franjo Wölfl 54' Rajko Mitić 72' Željko Čajkovski | Joenakstadion, Sofia Toeschouwers: 30.000 Scheidsrechter: Constantin Iliescu (ROU) |

|                                                       |       |                 |             |                                                                                              |
| 25 augustus 1948 «onderlinge duels» 17:30 uur (UTC+2) | Polen | 0 – 1           | Joegoslavië | Wojska Polskiegostadion, Warschau Toeschouwers: 38.000 Scheidsrechter: Jozef Nemčovský (TCH) |
| 25 augustus 1948 «onderlinge duels» 17:30 uur (UTC+2) |       | 24' Rajko Mitić |             | Wojska Polskiegostadion, Warschau Toeschouwers: 38.000 Scheidsrechter: Jozef Nemčovský (TCH) |

|                                                       |                |       |                   |                                                                                    |
| 29 augustus 1948 «onderlinge duels» 16:45 uur (UTC+2) | Bulgarije      | 1 – 0 | Tsjecho-Slowakije | Joenakstadion, Sofia Toeschouwers: 30.000 Scheidsrechter: Constantin Iliescu (ROU) |
| 29 augustus 1948 «onderlinge duels» 16:45 uur (UTC+2) | Krum Milev 37' |       |                   | Joenakstadion, Sofia Toeschouwers: 30.000 Scheidsrechter: Constantin Iliescu (ROU) |

|                                                        |                                    |       |                                                                                               |                                                                                             |
| 19 september 1948 «onderlinge duels» 16:00 uur (UTC+2) | Polen                              | 2 – 6 | Hongarije                                                                                     | Wojska Polskiegostadion, Warschau Toeschouwers: 40.000 Scheidsrechter: Jaroslav Vlček (TCH) |
| 19 september 1948 «onderlinge duels» 16:00 uur (UTC+2) | Józef Kohut 37' Gerard Cieślik 68' |       | 20' József Bozsik 25', 81' Nándor Hidegkuti 29' Ferenc Szusza 69' Ferenc Deák 72' Mátyás Tóth | Wojska Polskiegostadion, Warschau Toeschouwers: 40.000 Scheidsrechter: Jaroslav Vlček (TCH) |

|                                                      |       |       |          |                                                                                |
| 10 oktober 1948 «onderlinge duels» 14:00 uur (UTC+1) | Polen | 0 – 0 | Roemenië | Stadion Ruchu, Chorzów Toeschouwers: .000 Scheidsrechter: Jaroslav Vlček (TCH) |
| 10 oktober 1948 «onderlinge duels» 14:00 uur (UTC+1) |       |       |          | Stadion Ruchu, Chorzów Toeschouwers: .000 Scheidsrechter: Jaroslav Vlček (TCH) |

|                                                      |                        |       |                                                  |                                                                                           |
| 24 oktober 1948 «onderlinge duels» 15:15 uur (UTC+2) | Roemenië               | 1 – 5 | Hongarije                                        | Stadionul Republicii, Boekarest Toeschouwers: 40.000 Scheidsrechter: Jaroslav Vlček (TCH) |
| 24 oktober 1948 «onderlinge duels» 15:15 uur (UTC+2) | Iosif Petschovschi 77' |       | 44', 63', 84' Ferenc Puskás 50', 68' Ferenc Deák | Stadionul Republicii, Boekarest Toeschouwers: 40.000 Scheidsrechter: Jaroslav Vlček (TCH) |

|                                                      |                     |       |           |                                                                                  |
| 7 november 1948 «onderlinge duels» 15:00 uur (UTC+2) | Bulgarije           | 1 – 0 | Hongarije | Joenakstadion, Sofia Toeschouwers: .000 Scheidsrechter: Constantin Iliescu (ROU) |
| 7 november 1948 «onderlinge duels» 15:00 uur (UTC+2) | Dimitar Milanov 15' |       |           | Joenakstadion, Sofia Toeschouwers: .000 Scheidsrechter: Constantin Iliescu (ROU) |